# Heteroscodra
Innobestia (Heteroscodra) – rodzaj pająków z rodziny ptasznikowatych. Obejmuje 2 opisane gatunki zamieszkujące Afrykę.

## Taksonomia
Do rodzaju zalicza się 2 opisane gatunki:
- Heteroscodra crassipes Hirst, 1907 – innobestia grubouda
- Heteroscodra maculata Pocock, 1900 – innobestia cętkowana